# Matigny
Matigny é uma comuna francesa na região administrativa de Altos da França, no departamento de Somme. Estende-se por uma área de 6,99 km². Em 2010 a comuna tinha 511 habitantes (densidade: 73,1 hab./km²).